# Christian-Jaque
Christian-Jaque, eigentlich Christian-Albert-François Maudet (* 4. August 1904 in Paris; † 8. Juli 1994 in Boulogne-Billancourt), war ein französischer Filmregisseur.

## Leben und Werk
Christian-Jaque studierte in Paris Architektur, bevor er Filmkulissen für eine amerikanische Filmfirma (First National) entwarf. Dazwischen war er auch rund zwei Jahre Filmjournalist, bevor er wieder 1927 bis 1931 als Filmarchitekt und -ausstatter (z. B. bei Julien Duviviers Stummfilm Irene Rysbergues große Liebe) arbeitete.
Im Jahr 1932 drehte Christian-Jaque seinen ersten Spielfilm, L’Bidon d’Or. Für Die Perlen der Krone von 1937, geschrieben und gedreht in Zusammenarbeit mit Sacha Guitry, erhielt er mit Guitry den Preis für das beste Drehbuch bei den Filmfestspielen von Venedig. Während der deutschen Besatzung Frankreichs im Zweiten Weltkrieg drehte er Filme für die deutsche Firma Continental und arbeitete zugleich für die französische Untergrundarmee, die Forces françaises de l’intérieur.
Die aufwändigen Kostümfilme, die er ab den 1950er Jahren drehte, brachten ihm den Beinamen eines „französischen Cecil B. DeMille“ ein. Für Fanfan, der Husar mit Gérard Philipe erhielt er 1952 den Silbernen Bären der Berlinale und den Regiepreis des Filmfestivals von Cannes. Für TKX antwortet nicht (Si tous les gars du monde) wurde ihm 1956 in Karlsbad der Kristallglobus des Internationalen Filmfestivals Karlovy Vary verliehen.
Christian-Jaque war von 1954 bis 1959 – nach der Scheidung von der Schauspielerin Renée Faure (1919–2005), die er 1947 geheiratet und mit der er eine Tochter hatte – in dritter Ehe mit der französischen Schauspielerin Martine Carol verheiratet, die er zudem in Filmen wie Lucrezia Borgia (1952), Madame Dubarry (1954), Nana (1954, nach Émile Zola), Natalie (1957) und Adorables créatures (1952, mit Danielle Darrieux) einsetzte.
Nach seiner Scheidung trug er 1959 mit Babette zieht in den Krieg dazu bei, die Karriere Brigitte Bardots zu lancieren. Insgesamt war er mindestens fünfmal verheiratet, zuletzt von 1992 an mit seiner Regieassistentin, Denise Morlot. Weitere Ehefrauen waren die Schauspielerinnen Christiane Delyne und Simone Renant.
Von den 1970er Jahren an arbeitete Christian-Jaque vornehmlich für das Fernsehen, z. B. bei der Serie L’Homme de Suez mit Guy Marchand. Er starb mit 89 Jahren an einem Herzinfarkt und liegt auf dem Friedhof Père-Lachaise in Paris begraben.

## Ehrungen (Auswahl)
- 1978: Kommandeur des Ordre des Arts et des Lettres[1]

## Filmografie (Auswahl)

### Kinofilme
- 1932: L’Bidon d’Or
- 1937: Die Perlen der Krone (Les Perles de la couronne)
- 1937: François Premier
- 1938: Ernest le rebelle
- 1938: Das Geheimnis von St. Agil (Les Disparues de Saint-Agil)
- 1940: Aber mein Hans, der kann’s (Le Grand élan)
- 1941: Mord am Weihnachtsabend (L’Assassinat du Père Noël)
- 1942: Symphonie der Liebe (La Symphonie fantastique)
- 1943: Reise ohne Hoffnung (Voyage sans espoir)
- 1945: Carmen
- 1945: Das Geheimnis der Berghütte (Sortilèges)
- 1946: Schatten der Vergangenheit (Un revenant)
- 1948: Die Kartause von Parma (La Chartreuse de Parme)
- 1948: Von Mensch zu Mensch (D’homme à hommes)
- 1949: Singoalla – die Zigeunerin (Singoalla)
- 1951: Blaubart
- 1952: Fanfan, der Husar (Fanfan la Tulipe)
- 1953: Lucrezia Borgia (Lucrèce Borgia)
- 1954: Liebe, Frauen und Soldaten (Destinées) (eine Episode)
- 1954: Madame Dubarry (Madame Du Barry)
- 1955: Nana
- 1956: TKX antwortet nicht (Si tous les gars du monde)
- 1957: Natali (Nathalie)
- 1958: Gesetz ist Gesetz (La legge è legge)
- 1959: Babette zieht in den Krieg (Babette s’en va-t-en guerre)
- 1961: Ungezähmte Catherine (Madame Sans Gêne)
- 1963: Des Teufels schwache Seite (Les Bonnes causes)
- 1963: Die schwarze Tulpe (La Tulipe noire)
- 1965: Pulverfaß und Diamanten (Le Gentleman de Cocody)
- 1965: Spione unter sich (The Dirty Game)
- 1966: Die untreue Geliebte (La Seconde vérité)
- 1966: Der Lord mit der MP (Le Saint prend l’affût)
- 1967: Geheimnisse in goldenen Nylons (Deux billets pour Mexico)
- 1968: Lady Hamilton – Zwischen Schmach und Liebe
- 1970: Don Camillo e i giovani d’oggi (unvollendet)
- 1971: Petroleum-Miezen (Les Pétroleuses)

### Fernsehproduktionen
- 1979: Achtung Zoll!
- 1981: Wettlauf nach Bombay
- 1983: Der Mann von Suez